# Калитники (платформа)
Калитники́ — остановочный пункт Курского направления Московской железной дороги на линии МЦД-2 в Москве. После запуска Московских центральных диаметров на станции останавливаются все электропоезда, кроме экспрессов. Имеет беспересадочное прямое сообщение с Рижским направлением.

## Происхождение названия
Название дано по окружающей местности, которая в разные времена носила названия «Калитино», «Калитниково», «Калитники». По преданию, землю эту подарил Крутицкому подворью князь Иван Калита, откуда и произошло название. Однако в духовных Калиты села с таким названием нет. Более того, оно неизвестно и документам XV—XVII вв. Впервые это название встречается на плане 1688 года: здесь показана речка Калитенка, она же — Калитниковский ручей. Форма названия позволяет предполагать, что в Калитниках жили калитники — мастера, делавшие кожаные сумки и кошели (калиты).
До 1939 года платформа на картах не была обозначена. На карте 1939 года подписана как «Конная».
С 1940 по 1990 год носила название 4 км, оставаясь, тем самым, последней платформой в Москве без имени собственного (с расширением Москвы такие платформы появились вновь).

## Описание
Для пригородных поездов используется два пути. Две боковые платформы, на одной из которых имеются навес и билетная касса. Не оборудована турникетами.
Выходы к Третьему транспортному кольцу, Нижегородской улице, Боенскому проезду, Автомобильному проезду. Вблизи станции расположены Калитниковское кладбище и Рогожское кладбище. В пешеходной доступности также находятся Новохохловская и Скотопрогонная улицы.

## Движение
Пассажирское сообщение осуществляется электропоездами постоянного тока. Беспересадочное сообщение осуществляется (самые дальние точки): на север — до станций Волоколамск, Шаховская, на юг — до станций Серпухов, Тула. Время движения с Курского вокзала — 7 минут.
С 21 ноября 2019 года в связи с открытием МЦД-1 транзитное движение с Курского на Смоленское направление приостановлено.

## Наземный общественный транспорт
На этой станции можно пересесть на следующие маршруты городского пассажирского транспорта:
- Автобусы: м7, е70, 51, с755, 766, 805, т63, н7
- Трамваи: А, 46